# Wiener Allgemeine Zeitung
Pour les articles homonymes, voir Allgemeine Zeitung.
Le Wiener Allgemeine Zeitung (WAZ) est un ancien journal autrichien, publié du 1er mars 1880 au 11 février 1934 à Vienne, de tendance libérale.

## Histoire
Il est fondé par Theodor Hertzka, qui en est l'éditeur jusqu'en 1886. Julius Szeps est le rédacteur en chef de 1899 à 1909 ; Paul Deutsch l'est de 1927 à 1934.
Ont notamment écrit pour le Wiener Allgemeine Zeitung Jakob Julius David, Milan Dubrović, les scénaristes Hans Bergler, Paul Frank, Géza Herczeg, Robert Hirschfeld, Max Kalbeck, Ignác Kolisch, Carl Lafite, Emil Marriot, Alfred Polgar, Richard Specht, Elisabeth Thury, Berta Zuckerkandl-Szeps et le critique musical Gustav Dömpke. Hugo von Hofmannsthal publie ses premiers poèmes.
Le Wiener Allgemeine Zeitung a une édition le matin, le midi et le soir à six heures jusqu'au 20 décembre 1888, puis tous les jours ouvrés le soir. Au cours de son existence, le journal change plusieurs fois de format. Publié à l'origine au format 41×26,4 cm, il passe de 1915 à 41×28 cm. 
À la suite de la guerre civile autrichienne en février 1934, le Wiener Allgemeine Zeitung doit cesser sa publication.

## Source de la traduction
- (de) Cet article est partiellement ou en totalité issu de l’article de Wikipédia en allemand intitulé « Wiener Allgemeine Zeitung » (voir la liste des auteurs).